# East San Gabriel, Kalifornien
East San Gabriel är en ort (CDP) i Los Angeles County, i delstaten Kalifornien, USA. Enligt United States Census Bureau har orten en folkmängd på 14 874 invånare (2010) och en landarea på 4 km².